# Whitefield (Nuevo Hampshire)
Whitefield es un pueblo ubicado en el condado de Coös en el estado estadounidense de Nuevo Hampshire. En el Censo de 2010 tenía una población de 2.306 habitantes y una densidad poblacional de 25,69 personas por km².

## Geografía
Whitefield se encuentra ubicado en las coordenadas 44°22′32″N 71°35′22″O / 44.37556, -71.58944. Según la Oficina del Censo de los Estados Unidos, Whitefield tiene una superficie total de 89.76 km², de la cual 88.63 km² corresponden a tierra firme y (1.26%) 1.13 km² es agua.

## Demografía
Según el censo de 2010, había 2.306 personas residiendo en Whitefield. La densidad de población era de 25,69 hab./km². De los 2.306 habitantes, Whitefield estaba compuesto por el 95.62% blancos, el 0.35% eran afroamericanos, el 0.43% eran amerindios, el 0.74% eran asiáticos, el 0% eran isleños del Pacífico, el 1.3% eran de otras razas y el 1.56% pertenecían a dos o más razas. Del total de la población el 1.99% eran hispanos o latinos de cualquier raza.